# ツィンギ・デ・ベマラ厳正自然保護区
ツィンギ・デ・ベマラ厳正自然保護区（ツィンギ・デ・ベマラげんせいしぜんほごく）あるいはツィンギ・ド・ベマラハ自然保護区（英語: Tsingy de Bemaraha Strict Nature Reserve）は、マダガスカルの西部にある自然保護、景観保護を目的とした保護区。

## 概要
ツィンギィとは、マダガスカル語で「先端」「山頂」「先の尖った」という意味。剃刀のような尖った岩が多数並ぶ、特異な景観が広がっている。この岩山は、石灰岩のカルスト台地が数万年かけて侵食され、形成したものと考えられている。

## 生態系
ツィンギでは降水があっても尖った岩と岩との隙間に吸収されてしまうため、植物は乾燥に強い珍しい種類のものが多数自生している。近くに生えるバオバブも水を蓄えることができるように進化している。
ツィンギの周囲にはサバンナ、森林、湖、マングローブがあり、一帯には独特の動物も数多く生息している。90種類を越える鳥類を始め、ロゼッタヒメカメレオンなどの爬虫類、両生類、セイブアシナガマウスなどの齧歯類やキツネザルなども多数の存在が確認されている。

### 植物相
ツィンギ・ド・ベマラハには固有のトウダイグサ科トウダイグサ属植物がツィンギ上に複数種生育している（Euphorbia bemarahaensis、ユーフォルビア・モラティー (E. moratii)、E. paulianii）。このうちユーフォルビア・モラティーは園芸植物としても知られているが、絶滅のおそれのある野生動植物の種の国際取引に関する条約（通称: ワシントン条約、CITES）の附属書Iに掲載されており、商業的な国際取引は一切禁止されている。

## 歴史
- 1927年 - 自然保護地域としての整備が始まる
- 1966年 - マダガスカル政府の自然保護地域として法制の指定を受ける
- 1990年 - ユネスコの世界遺産（自然遺産）として登録
- 1998年 - 国立公園に格上げ

## 登録基準
この世界遺産は世界遺産登録基準のうち、以下の条件を満たし、登録された（以下の基準は世界遺産センター公表の登録基準からの翻訳、引用である）。
- (7) ひときわすぐれた自然美及び美的な重要性をもつ最高の自然現象または地域を含むもの。
- (9) 陸上、淡水、沿岸および海洋生態系と動植物群集の進化と発達において進行しつつある重要な生態学的、生物学的プロセスを示す顕著な見本であるもの。
- (10) 生物多様性の本来的保全にとって、もっとも重要かつ意義深い自然生息地を含んでいるもの。これには科学上または保全上の観点から、すぐれて普遍的価値を持つ絶滅の恐れのある種の生息地などが含まれる。

2023年の世界遺産拡大登録後は物件名が「アンドレファナの乾燥林群」に改名され、ツィンギ・デ・ベマラ厳正自然保護区以外にマダガスカル島北部のアナラメラナ特別自然保護区、アンカラナ特別自然保護区、アンカラファンツィカ国立公園と同島南部のミケア国立公園、ツィマナンペツォツァ国立公園の5カ所の自然保護区および国立公園を含むようになった。これらの地域にはバオバブ、ホウオウボク属やディディエレア科などの植物、クイナモドキ目、マダガスカルウミワシなどの鳥類、ペリエシファカ、マングースキツネザル、ニシアバヒなどのキツネザル、そしてカメ、サソリなどが見られる。

## アクセス
公園入口の町ペコバカまでは、マダガスカル西部の町、ムルンダヴァ（Morondava）から車で片道8時間程度。
ツィンギは、大ツィンギ（Grand Tsingy）と小ツィンギ（Petits Tsingy）の2つに分けられ、小ツィンギはペコバカの近くにある。一方、大ツィンギはペコバカより約17kmほど離れており、以前は大ツィンギを観察するためにはトレッキングを必要とした。2005年現在は、車で訪れることも可能。